# Hindu Raj
L'Hindu Raj è un catena montuosa nel nord del Pakistan, fra le catene dell'Hindu Kush e del Karakoram. 
Il picco più alto è il Koyo Zom (6.872 m). Altre vette di interesse includono il Buni Zom , il Ghamubar Zom e il Karka (6.222 m). La catena è meno conosciuta rispetto alle catene vicine, in parte per la mancanza di vette di Ottomila o 7.000 metri.